# Мадонна с рыбой
«Мадонна с рыбой» (итал. Madonna del Pesce) — одна из мадонн Рафаэля, написанная им с учениками в 1513—1514 годах, на пороге эпохи маньеризма.

## Описание и интерпретация
В центре картины Дева Мария, сидя на высоком троне, держит ребёнка Христа на коленях. Справа трона — Святой Иероним в наряде кардинала со львом, его главным символом. Иероним читает Вульгату, сделанный им латинский перевод Библии. С другой стороны — Архангел Рафаил представляет Марии и Христу молодого Товию, что держит в руках рыбу.
Сюжет картины основан на истории в Ветхом Завете о Товии, который с помощью рыбы вылечил слепоту отца. В христианском богословии поимка Товией рыбы трактовалась символически как своего рода крещение.
Использование цвета и мастерская композиция, в которой за видимой простотой кроется сложная динамика треугольной, прямоугольной и диагональной форм, напоминает фреску «Изгнание Элиодора» в станцах Рафаэля.

## История
Картина была написана на заказ Джеронимо дель Досе для капеллы св. Розалии в церкви Сан-Доменико-Маджоре (Неаполь).
В XVII веке герцог Медина-Сидония, будучи вице-королём Неаполя, приобрел её для короля Испании Филиппа IV (1605—1665). Недолгое время она находилась в часовне дворца Алькасар в Мадриде, а в 1645 году поступила в монастырь Эскориал. С 1839 года хранится в коллекции музея Прадо.
Подготовительные рисунки к этой работе находятся в галерее Уффици (Флоренция) и в Национальной галерее Шотландии (Эдинбург).